# Dschabal Katrina
Der Dschabal Katrina (deutsch auch Katharinenberg, arabisch جبل كاترينا Dschabal Kātrīnā oder جبل القديسة كاترينا Dschabal al-Qiddīsa Kātrīnā) liegt auf der Sinai-Halbinsel und ist mit 2637 m die höchste Erhebung Ägyptens. Wenige Kilometer nordöstlich liegen das griechisch-orthodoxe Katharinenkloster und der Mosesberg.
Der Berg ist benannt nach der heiligen Katharina von Alexandrien.
Er ist fünf Wegstunden vom Katharinenkloster entfernt. Dank eines Fußwegs, den ein Mönch des Klosters namens Moses in den Berg gebaut hat, ist er bequem zu Fuß zu ersteigen. Offiziell darf der Berg nur mit Führer bestiegen werden.
Auf dem Gipfel des Dschabal Katrina steht eine Kapelle, die der Heiligen Katharina geweiht ist, deren heilige Überreste der Tradition zufolge hier gefunden und ins Kloster hinuntergebracht wurden. Daneben befinden sich zwei Zimmer für Pilger, die die Nacht dort verbringen möchten. Außerdem gibt es eine meteorologische Station auf dem Gipfel, die 1932 vom Smith Meteorological Institute of California errichtet wurde.
Vom Berg reicht die Aussicht nach Süden auf das Rote Meer und den Golf von Eilat mit seinen Inseln.